# Возраст Вселенной
|                                  | WMAP         | Planck         | LIGO       |
| -------------------------------- | ------------ | -------------- | ---------- |
| Возраст Вселенной t0, млрд лет   | 13,75 ± 0,13 | 13,799 ± 0,021 | 11,9—15,7  |
| Постоянная Хаббла H0, (км/с)/Мпк | 71,0 ± 2,5   | 67,74 ± 0,46   | 70,0+12 -8 |

Во́зраст Вселе́нной — время, прошедшее с начала расширения Вселенной.
По современным представлениям, согласно модели ΛCDM, возраст Вселенной составляет 13,799 ± 0,021 миллиарда лет.
Наблюдательные подтверждения в данном случае сводятся, с одной стороны, к подтверждению самой модели расширения и предсказываемых ею моментов начала различных эпох, а с другой, к определению возраста самых старых объектов (он не должен превышать получающийся из модели расширения возраст Вселенной).

## Теория

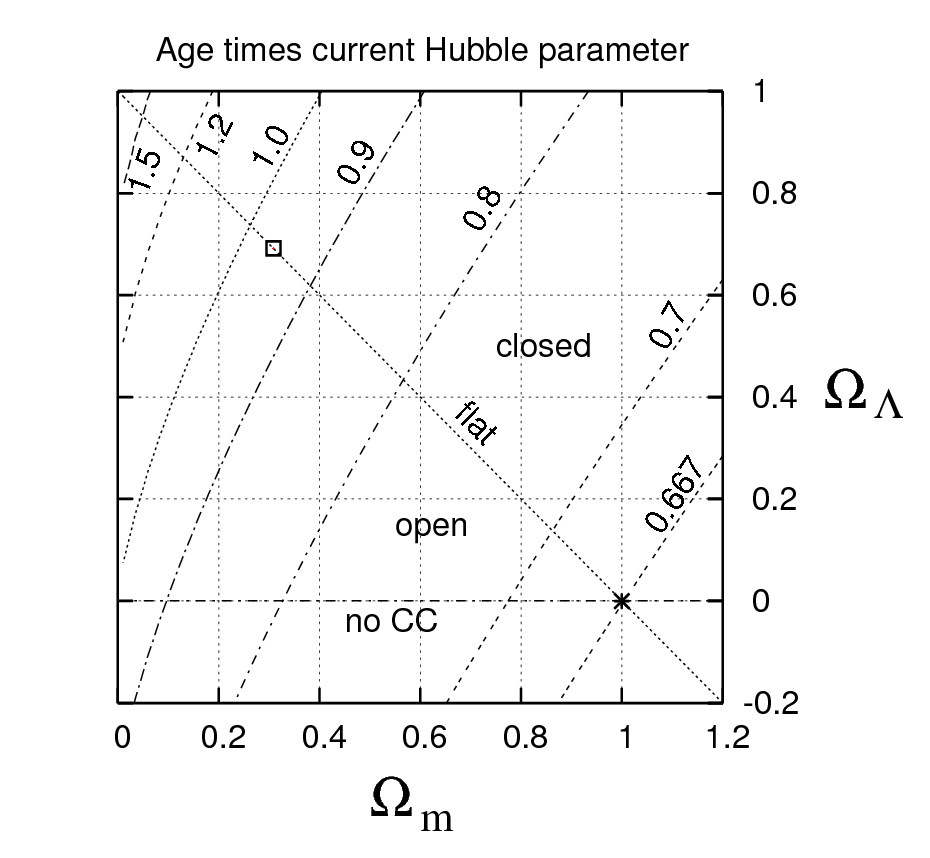
Возраст Вселенной как функция космологических параметров

Современная оценка возраста Вселенной построена на основе одной из распространённых моделей Вселенной, так называемой стандартной космологической ΛCDM-модели. Из неё, в частности, следует, что возраст Вселенной задаётся следующим образом:
{\displaystyle t={\frac {1}{H_{0}-1}}\int \limits _{0}^{1}{\frac {dx}{x{\sqrt {\Omega _{\Lambda }+\Omega _{k}x^{-2}+\Omega _{d}x^{-3}+\Omega _{l}x^{-4}}}}},x={\frac {a}{a_{0}}}}
где H0 — постоянная Хаббла на данный момент, a — масштабный фактор.

### Основные этапы развития Вселенной
Большое значение для определения возраста Вселенной имеет периодизация основных протекавших во Вселенной процессов. В настоящее время принята следующая периодизация:
- Самая ранняя эпоха, о которой существуют какие-либо теоретические предположения, — это Планковская эпоха (которая продолжалась в течение планковского времени, от нуля до 10−43 с после Большого взрыва).
- Вторая фаза развития Вселенной — Эпоха Великого объединения, в ходе которой гравитационное взаимодействие отделилось от остальных фундаментальных взаимодействий. По современным представлениям, эта эпоха квантовой космологии продолжалась до времени порядка 10−34 с после Большого взрыва.
- Следующие эпохи (Инфляционная эпоха, Бариогенезис, Электрослабая эпоха, Кварковая эпоха, Адронная эпоха, Лептонная эпоха) характеризуются экспоненциальным увеличением кинетической энергии Вселенной и её объёма на много порядков, дальнейшим разделением фундаментальных взаимодействий, аннигиляцией материи и антиматерии, приведшей к барионной асимметрии Вселенной, объединением кварков и глюонов в адроны. Эти эпохи продолжались первые десять секунд после Большого взрыва. В настоящее время существуют возможности достаточно подробного физического описания большинства процессов происходящих в эти периоды.
- Затем наступили Фотонная эпоха и сменяющая её Протонная эпоха, в течение первых 20 минут которых происходил первичный нуклеосинтез, в процессе которого образовались элементы не тяжелее лития. Примерно через 70 тыс. лет после большого взрыва вещество начинает доминировать над излучением, что приводит к изменению режима расширения Вселенной.
- Следующей важной вехой в истории развития Вселенной считается эра рекомбинации, наступившая примерно через 379 тыс. лет после Большого взрыва, температура Вселенной спала до уровня, что ядра смогли захватывать электроны и создавать нейтральные атомы. Вселенная становится прозрачной для фотонов теплового излучения. В настоящее время это излучение наблюдается в виде реликтового фона, что является важнейшим экспериментальным подтверждением существующих моделей Вселенной.

## Наблюдения

### Наблюдения звёздных скоплений

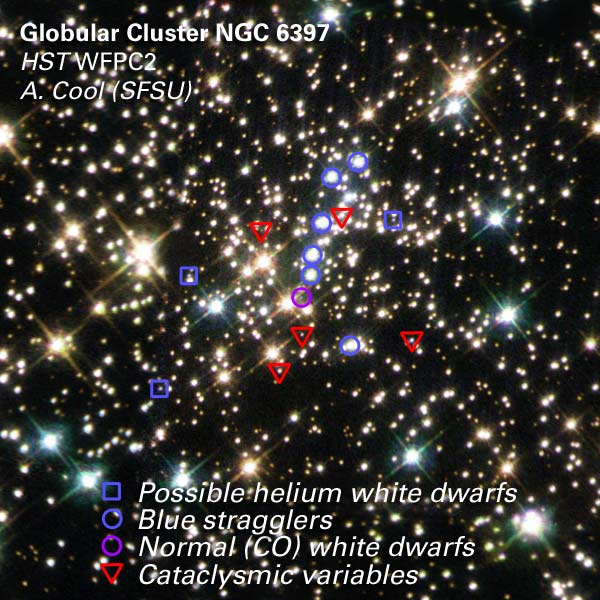
Популяция белых карликов в шаровом звёздном скоплении NGC 6397. Синие квадраты — гелиевые белые карлики, фиолетовые кружки — «нормальные» белые карлики с высоким содержанием углерода

Главное свойство шаровых скоплений для наблюдательной космологии — много звёзд одного возраста в небольшом пространстве. Это значит, что если каким-то способом измерено расстояние до одного члена скопления, то процентное различие в расстоянии до других членов скопления пренебрежимо мало.
Одновременное формирование всех звёзд скопления позволяет определить его возраст: опираясь на теорию звёздной эволюции, строятся изохроны на диаграмме «цвет — звёздная величина», то есть кривые равного возраста для звёзд различной массы. Сопоставляя их с наблюдаемым распределением звёзд в скоплении, можно определить его возраст.
Метод имеет ряд своих трудностей. Пытаясь их решить, разные команды в разное время получали разные возрасты для самых старых скоплений, от ~8 млрд лет до ~ 25 млрд лет.
В галактиках шаровые скопления, входящие в старую сферическую подсистему галактик, содержат множество белых карликов — остатков проэволюционировавших красных гигантов относительно небольшой массы. Белые карлики лишены собственных источников термоядерной энергии и излучают исключительно за счёт излучения запасов тепла. Белые карлики имеют приблизительно одинаковую массу звёзд-предшественниц, а значит — и приблизительно одинаковую зависимость температуры от времени. Определив по спектру белого карлика его абсолютную звёздную величину на данный момент и зная зависимость время-светимость при остывании, можно определить возраст карлика.
Однако данный подход связан как с большими техническими трудностями — белые карлики — крайне слабые объекты, необходимо крайне чувствительные инструменты, чтобы их наблюдать. Первым и пока единственным телескопом, на котором возможно решение данной задачи, является космический телескоп им. Хаббла. Возраст самого старого скопления по данным группы, работавшей с ним: {\displaystyle 12,7\pm 0,7} млрд лет, однако, результат оспаривается. Оппоненты указывают, что не были учтены дополнительные источники ошибок, их оценка {\displaystyle 12,4_{-1,5}^{+1,8}} млрд лет.

### Наблюдения непроэволюционировавших объектов

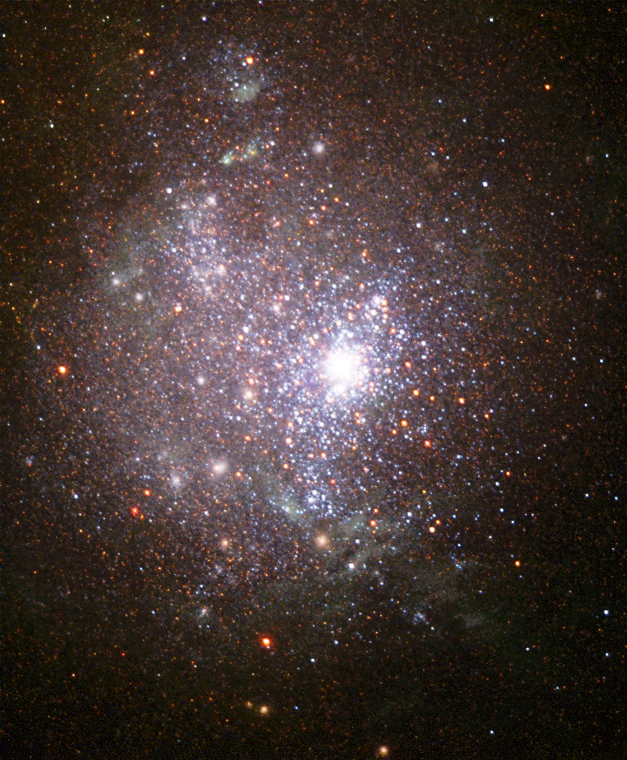
NGC 1705 — галактика типа BCDG

Объекты, фактически состоящие из первичного вещества, дожили до нашего времени благодаря крайне малому темпу их внутренней эволюции. Это позволяет изучать первичный химический состав элементов, а также, не сильно вдаваясь в подробности и основываясь на лабораторных законах ядерной физики, оценить возраст подобных объектов, что даст нижний предел на возраст Вселенной в целом.
К такому типу можно отнести: звёзды малой массы с низкой металличностью (так называемые G-карлики), низкометалличные области HII, а также карликовые неправильные галактики класса BCDG (Blue Compact Dwarf Galaxy).
Согласно современным представлениям, в ходе первичного нуклеосинтеза должен был образоваться литий. Особенность этого элемента заключается в том, что ядерные реакции с его участием начинаются при не очень больших (по космическим масштабам) температурах. И в ходе звёздной эволюции изначальный литий должен был быть практически полностью переработан. Остаться он мог только у массивных звёзд населения типа II. Такие звёзды имеют спокойную, не конвективную атмосферу, благодаря чему литий остаётся на поверхности, не рискуя сгореть в более горячих внутренних слоях звезды.
В ходе измерений обнаружилось, что у большинства таких звёзд обилие лития составляет:
{\displaystyle A(Li)=12+\log(Li/H)=2,12}.
Однако есть ряд звёзд, в том числе и сверхнизкометалличных, у которых обилие лития значительно ниже. С чем это связано, до конца не ясно, но есть предположение, что это вызвано процессами в атмосфере.
У звезды CS31082-001, принадлежащей звёздному населению типа II, были обнаружены линии и измерены концентрации в атмосфере тория и урана. Эти два элемента имеют различный период полураспада, поэтому со временем их соотношение меняется, и если как-то оценить первоначальное соотношение обилий, то можно определить возраст звезды. Оценить можно двояким способом: из теории r-процессов, подтверждённой как лабораторными измерениями, так и наблюдениями Солнца; или можно пересечь кривую изменения концентраций за счёт распада и кривую изменения содержания тория и урана в атмосферах молодых звёзд за счёт химической эволюции Галактики. Оба метода дали схожие результаты: 15,5±3,2 млрд лет получены первым способом, {\displaystyle 14{,}5_{+2{,}2}^{-2{,}8}} млрд лет — вторым.
Слабо металличные BCDG-галактики (всего их существует ~10) и зоны HII — источники информации по первичному обилию гелия. Для каждого объекта из его спектра определяется металличность (Z) и концентрация He (Y). Экстраполируя определённым образом диаграмму Y−Z до Z=0, получают оценку первичного гелия.
Итоговое значения Yp разнится от одной группы наблюдателей к другой и от одного периода наблюдений к другому. Так, одна, состоящая из авторитетнейших специалистов в этой области, Изотова и Туан, получили значение Yp=0,245±0,004 по BCDG-галактикам, по HII — зонам на данный момент (2010) они остановились на значении Yp=0,2565±0,006. Другая авторитетная группа во главе с Пеймберт (Peimbert) получали также различные значения Yp, от 0,228±0,007 до 0,251±0,006.